# ميسيل
ميِسيل (بالألمانية: Messel)‏ هي بَلدة في وِلاية هِسِّن في جُمهُوريَة أَلمانيَا الاِتّحاديّة. تَقَع عَلَى مَسَافَةِ 43 كِيلُو مِتْرَ عن المَدينة العالمِيّة والثقافيَّة فرانكفُورت أم ماين في وَسط أَلمانيَا. بمِساحة (1482 كم²)، وباِرتِفاع 169 مِتر فَوق مُستَوَى سَطح اَلْبَحر. البَلدة تقريباً مأهُولة بالسّاكن بشكلٍ مُتواصل منذ ما قبل العصر الحجريّ حدِيث، كما تُعتبر من أَغنى الأماكِن في الْعالَم بالحَفريّات، بمُسْتحاثات النَّباتات والحَيَوانات، وقد اِكتشف العُلماء إلى الآن قُرابة الثّلاثُون أَلِف ودِيعة أثريّة، تعوُّد إلى عُصوّر مَا قبل التَأرِيخ. وقد أَدرجتِ مُنظّمة ٱلأُممِ المُتّحِدَة للتربية والعِلم والثّقافة، اليُونسكُو مُسْتحاثات بَلدة ميِسيل ضَمِن مواقعُ التُّراث الطبيعيّ العالَمِيّ عام 1995م.

## انظُر أيضاً
- مُسْتحاثات بَلدة ميِسيل.

## وُصلات خارجيّة
- الصّفحة الرّسميّة لبَلدة ميِسيل (باللُّغَةُ الألمانِيّة).

## صور

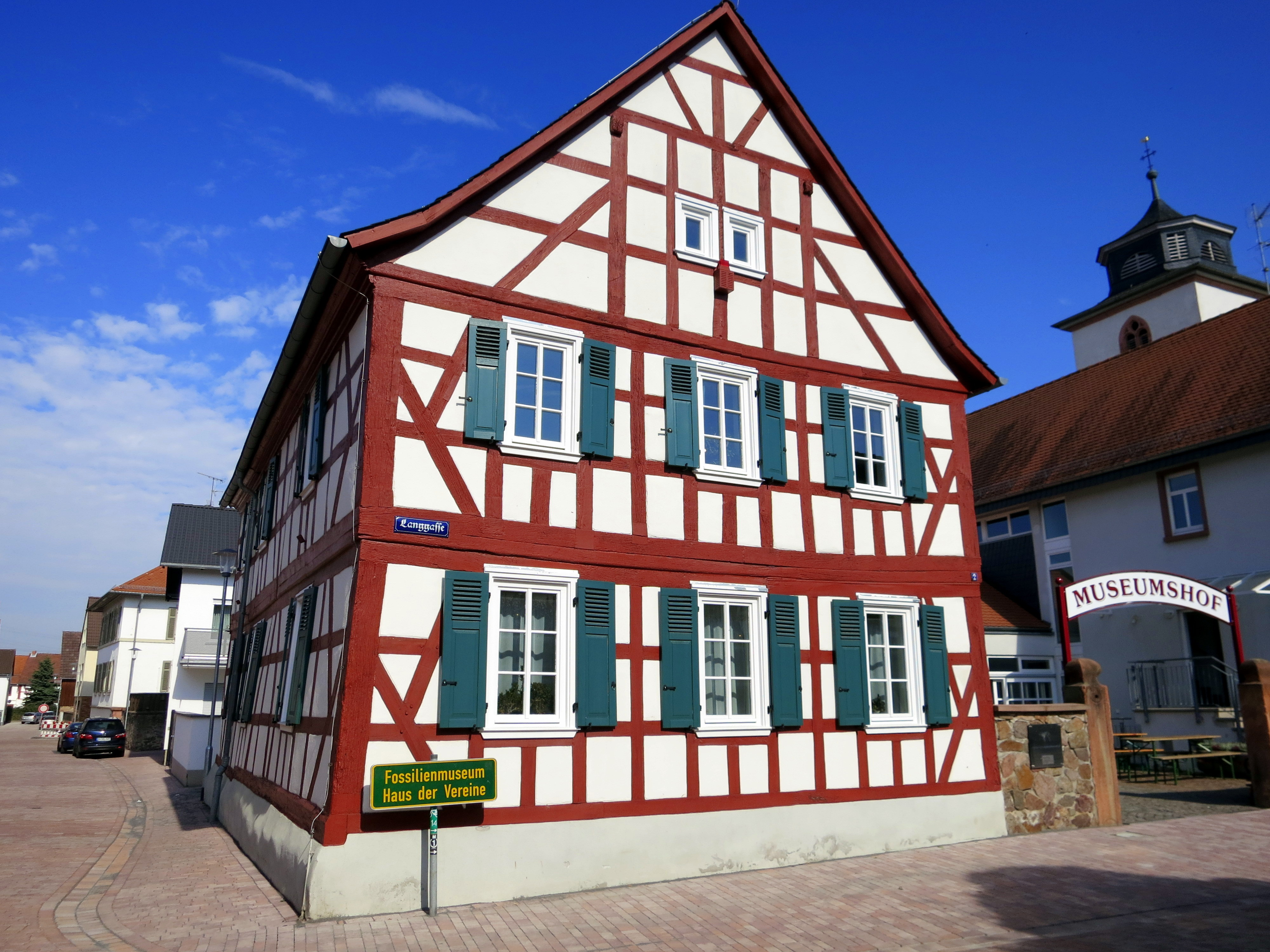
بيت النادي ومَتْحف ميِسيل.
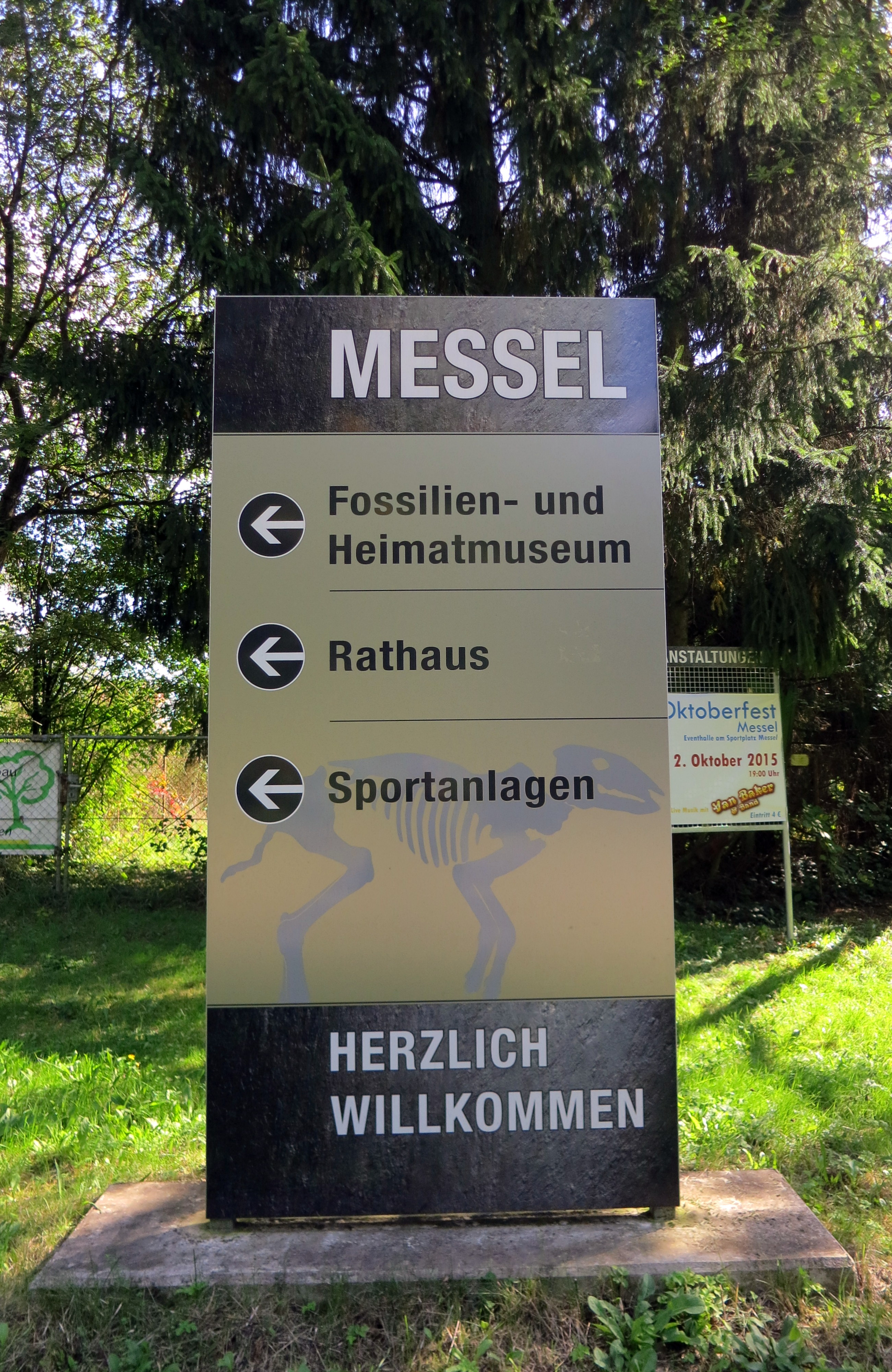
لَوْحَة إرشادية.
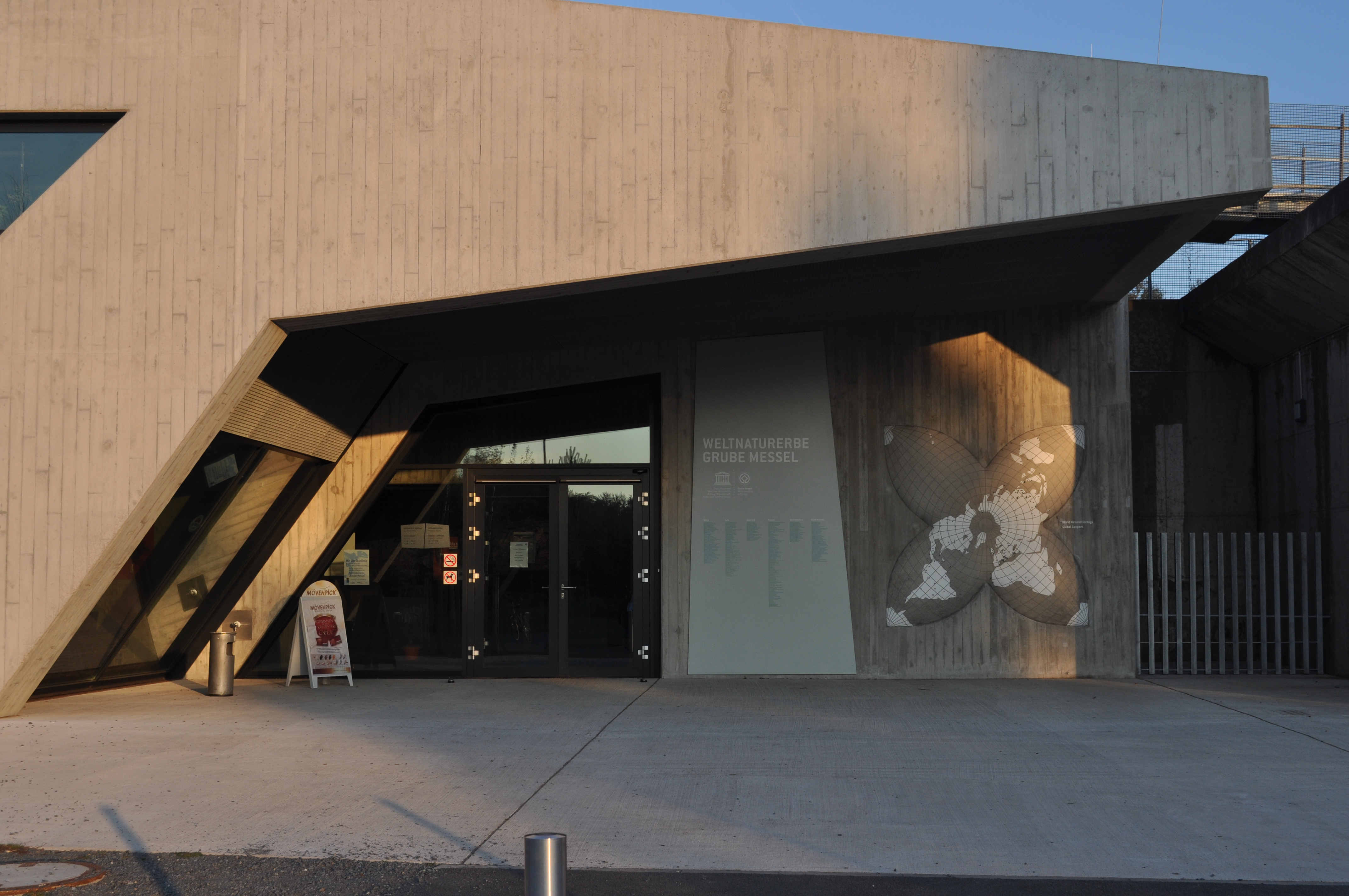
مَدخل مركز الزوّار والمَعلُومات.
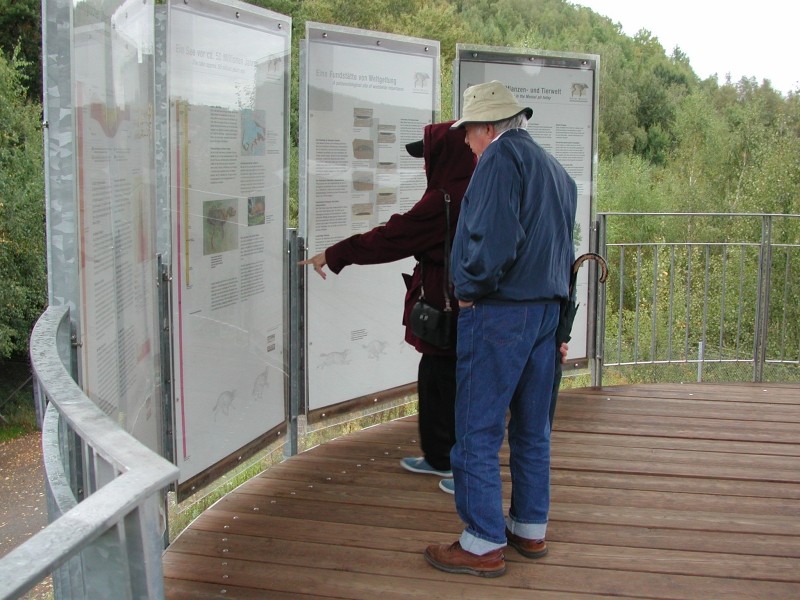
زوّار يستعدّون لبِداية جَولتهم.

## مَراجع
1. ↑  "Alle politisch selbständigen Gemeinden mit ausgewählten Merkmalen am 31.12.2018 (4. Quartal)" (بالألمانية). Statistisches Bundesamt. Archived from the original on 2019-03-10. Retrieved 2019-03-10.
2. ↑  Alle politisch selbständigen Gemeinden mit ausgewählten Merkmalen am 31.12.2023 (بالألمانية), Statistisches Bundesamt, 28. Oktober 2024, QID:Q131220759, Archived from the original on 17 November 2024 {{استشهاد}}: تحقق من التاريخ في: |publication-date= (help)
3. 1 2  "Timezone and DST in Germany" (بالإنجليزية). Retrieved 2025-05-05.